# Sân bay Paris-Le Bourget
Sân bay Paris-Le Bourget (tiếng Pháp: Aéroport de Paris-Le Bourget, IATA: LBG, ICAO: LFPB) nằm ở Le Bourget, ngoại ô hướng Bắc, cách Paris khoảng 12 km. Paris-Le Bourget từng là sân bay chính của Paris cho tới khi mở cửa sân bay Orly năm 1952. Ngày nay, sân bay Paris-Le Bourget chỉ còn dành cho một số chuyến bay đặc biệt, do thám... Le Bourget cũng là địa điểm của Musée de l’Air et de l’Espace, bảo tàng hàng không cổ nhất thế giới, và triển lãm quan trọng Paris Air Show.

## Vị trí và lưu lượng
Nằm ở phía Bắc Paris, sân bay Paris-Le Bourget rộng 550 hecta, thuộc địa phân các bốn xã thuộc hai tỉnh: Le Bourget và Dugny của Seine-Saint-Denis, Bonneuil-en-France và Gonesse của Val-d'Oise.
Năm 2003, sân bay Paris-Le Bourget có 55.521 chuyến bay với khoảng 130 ngàn lượt khách.

## Lịch sử
Cuối năm 1914, khu vực giữa Dugny và Le Bourget vẫn còn là một bãi đất rộng bỏ trống, được trưng dụng trong Thế chiến thứ nhất. Nhiều máy móc quá cảnh tại căn cứ quân sự này trước khi chuyển ra mặt trận bằng đường không. Một số phi công nổi tiếng đã thực hiện các chuyến bay xuất phát từ Le Bourget, địa điểm của phi đội Camp Retranché de Paris. Vào khoảng thời gian giữa hai cuộc thế chiến, một phần của căn cứ được chuyển cho hàng không dân dụng. Những chuyến bay thương mại tới London và Bruxelles được bắt đầu vào năm 1919. Sân bay Bourget cũng là điểm hạ cánh khi Charles Lindbergh thực hiện chuyến bay đầu tiên từ New-York tới Paris vào năm 1927 và là điểm xuất phát cho Dieudonné Costes cùng Maurice Bellonte với chuyến bay theo chiều ngược lại vào năm 1930.
Năm 1937, một phi trường mới theo bản thiết kế của kiến trúc sư George Labro được khánh thành nhân dịp Triển lãm thế giới. Trong khoảng thời gian Thế chiến thứ hai, sân bay trở thành căn cứ quân sự của Đức. Những đường băng bê tông được xây dựng và nơi đây đã trở thành mục tiêu của nhiều cuộc oanh tạc. Cuối thế chiến, từ tháng 5 năm 1946, đã có 42 ngàn người tập trung, tù nhân được trung chuyển qua sân bay Le Bourget.
Sau chiến tranh, lưu lượng hành khách tăng lên nhanh chóng. Năm 1952, Paris mở sân bay thứ hai tại Orly. Trong những năm 1960, sự quá tải ở sân bay Orly khiến một số đường bay lại quay về Le Bourget. Cho tới năm 1973, Paris phải tiếp tục xây dựng sân bay mới Charles-de-Gaulle.
Từ 1953, cứ hai năm một lần, Le Bourget trở thành địa điểm của Paris Air Show, ngày nay là một trong những triển lãm hàng không quan trọng nhất. Đến 1973, bộ sưu tập của Musée de l’Air et de l’Espace dần được trưng bày trong các nhà chứa máy bay phía Nam Le Bourget. Từ năm 1977, sân bay Bourget chỉ còn dành cho một số chuyến bay được biệt.

## Bảo tàng và triển lãm hàng không
Việc thành lập của Musée de l’Air et de l’Espace xuất phát từ ý tưởng của Albert Caquot vào năm 1919. Tới năm 1921, bảo tàng được khánh thành tại Chalais-Meudon với những hiện vật phong phú còn giữ được qua Thế chiến thứ nhất. Nhờ việc xây dựng hai xây bay Orly và Charles-de-Gaulle, Le Bourget có đủ không gian dành cho bảo tàng, ngày nay là một trong những nơi trưng bày quan trọng về hàng không.
Triển lãm Paris Air Show được bắt đầu từ năm 1953. Được tổ chức vào các năm lẻ, Paris Air Show là một trong những triển lãm hàng không lớn nhất, cùng với Farnborough Air Show vào các năm chẵn tại Anh. Năm 2007, tổ chức từ 18 đến 24 tháng 6, triển lãm với 47 phòng trưng bày từ 42 quốc gia, đã đón hơn 400 ngàn lượt người, trong đó 153.920 là khách chuyên ngành hàng không